# Nakkuankari
Nakkuankari är en ö i Finland.   Den ligger i kommunen Vemo i den ekonomiska regionen Nystadsregionen och landskapet Egentliga Finland, i den sydvästra delen av landet, 190 km väster om huvudstaden Helsingfors.